# دیک ری
دیک ری (انگلیسی: Dick Ray؛ ۴ فوریهٔ ۱۸۷۶ – ۲۸ دسامبر ۱۹۵۲) یک بازیکن فوتبال بود. 